# 官舎
官舎（かんしゃ）とは、国や地方自治体が建てた公務員のための宿舎。公務員住宅、公舎とも呼ばれる。運営は大半が官営であるが、民営官舎も一部にある。自治体運営のものは地方公務員用の住居。国営のものは国家公務員用の住居。なお、国家公務員宿舎の設置戸数は全国に約21.8万戸あったものが約16.3万戸（2017年3月末）に削減されている。

## 国家公務員の宿舎
現在の日本の法令では「官舎」の語は使用されておらず、国家公務員向けの「官舎」については国家公務員宿舎法（昭和24年5月30日法律第117号）第2条で「宿舎」と定義されている。

### 分類

#### 公邸
国家公務員宿舎法第10条で定められた宿舎で、国家公務員の中でも首相などの首脳級公務員や在外公館長等が居住に使用するために設けられたもの。

#### 無料宿舎
国家公務員宿舎法第12条で定められた宿舎で以下の条件に当てはまる国家公務員に無料で貸与される。
- 本来の職務に伴つて、通常の勤務時間外において、生命若しくは財産を保護するための非常勤務、通信施設に関連する非常勤務又はこれらと類似の性質を有する勤務に従事するためその勤務する官署の構内又はこれに近接する場所に居住しなければならない者[4]（危機管理要員[注 1]、刑務官、一部の自衛官等）[5]
- 研究又は実験施設に勤務する者であつて継続的に行うことを必要とする研究又は実験に直接従事するため当該施設の構内又はこれに近接する場所に居住しなければならない者[4]
- へき地にある官署又は特に隔離された官署に勤務する者[4]（自然保護官事務所職員やダム管理所職員等）[5]
- 官署の管理責任者であつて、その職務を遂行するために官署の構内又はこれに近接する場所に居住しなければならない者[4]

#### 有料宿舎
国家公務員宿舎法第13条で定められた宿舎で公邸又は無料宿舎の貸与を受けず以下の場合を満たす公務員に有料で貸与することができる。
- 職員の職務に関連して国等の事務又は事業の運営に必要と認められる場合[4]
- 職員の在勤地における住宅不足により国等の事務又は事業の運営に支障を来たすおそれがあると認められる場合[4]

### 設置の機関と管理
国家公務員宿舎法において官舎はその設置機関によって省庁別宿舎と合同宿舎に分類される。

#### 省庁別宿舎
国家公務員宿舎法4条による各省庁所管の公務員宿舎で、各省庁の長が財務大臣に対して設置要求をするよう要求して設置する。各省庁の長が管理運営を行う。
東京23区外の郊外及び地方合同庁舎がある地方都市（官署集中地区）に設置されることが多く、各省庁の地方部局が管理・運営を行っている。各省庁で特定の地域の必要な個数を設置することになるため、合同宿舎のように大規模な設置は、まずない。現在は一戸建ての公務員宿舎は一部の例外を除いて新規設置が認められないため、宿舎を必要とする複数の省庁間で小〜中規模なマンションタイプが設置されている。

#### 合同宿舎
国家公務員宿舎法5条による財務省所管の公務員宿舎で、財務大臣が設置要求をして設置する。
原則として都市部（合同化地区）に設置されることが多く、地元の各財務局または財務事務所が管理・運営を行っている。集中化・高層化が進んでおり、現在は1棟100戸を超えるマンションタイプの宿舎が設置されることも珍しくはない。比較的規模が大きいため、外部委託で管理人が常駐（ただし、勤務時間は公務員と同じ）しているところが多い。都心部の格安宿舎としてマスコミが紹介するのは、この合同宿舎である（財務省は都心部には合同宿舎以外の宿舎の設置を認めていない）。

## 自衛隊の営舎

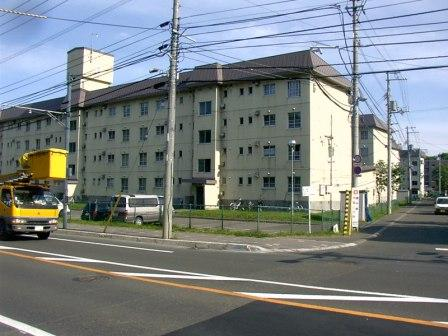
北海道札幌市南区にある自衛隊川沿宿舎（2005年）

自衛官は自衛隊法第55条により指定場所に居住する義務があり、基本的に駐屯地や基地内の営舎で生活する。既婚者など一定の条件を満たせば自衛官向けの官舎で生活することもできる。
官舎に空きが無い等のため民間のアパートなどを借りる場合は家賃補助（国家公務員の住居手当と同様で上限は27,000円）が受けられる。

## 都道府県の公舎

### 都道府県知事
都道府県知事が迎賓施設および住居として利用する施設。FNNの調査によれば2019年9月時点で16都府県には知事公舎がない。2019年時点での47都道府県知事の住まいの内訳は、知事公舎が23道県で西日本に多く、自宅が15都府県、県幹部職員の公舎を利用が5府県、民間マンションの一室を借り上げが4県だった。

### 都道府県議会議長
都道府県議会では新潟県で2021年度中に議長公舎が廃止されることになり、宮崎県が議長公舎を保有する唯一の都道府県となった。

## 公企業の宿舎
旧国鉄は、駅業務の場合において宿泊勤務を伴うので、駅の傍に置かれていた。現在では、窓口業務を早朝・深夜は行わない日勤で営業する駅が増えたり、信号操作は本社または支社指令からの遠隔操作により、各駅において信号操作の要員を置く必要がなくなったため、社宅を駅傍に置くことは見られなくなっている。機関区を持つ（＝運転士が駐在する）駅になると、職員の数は必然的に多くなり、官舎に住む家族も含めると小さな団地を形成することもあった。そのような官舎には物資部による商店も存在した。炭鉱住宅や工業地帯にある社宅の「購買所」「供給所」の様なものである。国鉄の名残で、JR各社が従業員に提供する住宅も宿舎と呼ばれている。

## マスコミの批判と影響
霞が関で勤務する職員には、首都直下地震などの緊急時に初動対応として3時間以内に職場に集合する「緊急参集要員」が指定されており、仮に公共交通機関や道路などが壊滅的被害を受けた場合でも徒歩で集合できるように都心に官舎が確保されていた。しかし、2006年ごろからマスコミが「都心の官舎に安い家賃で住む公務員」としてネガティブキャンペーンを展開したことから、政府は都心の官舎の売却を進め、その結果2021年には都心部で4千戸ほどが不足し、初動対応に支障を来している。残った建物も老朽化により大地震で倒壊する恐れもあるが、都心に再び官舎を建設するにはコストや批判があるため難しいとされる。
また売却益は国家予算と比較して少額のため国家財政には寄与せず、都心の一等地を得られる不動産業者しか利益がないという意見もある。
時事通信は、マスコミによる的外れな報道によって上記のような悪影響を及ぼしていることについてネット上で叩かれていることを認識しつつ、「当時のマスコミの報道」として反省などは述べていない。